# Midian
Midian är ett konceptalbum av Cradle of Filth, utgivet den 31 oktober 2000. Albumet är baserat på Clive Barkers bok Cabal, där det berättas om staden Midian där världens alla monster bodde. Midian är det första albumet med svenske trummisen Adrian Erlandsson.
Spåret "Lord Abortion" var dessutom ledmotivet, och grunden, för filmen Cradle of Fear där sångaren Dani Filth spelar en mordisk typ kallad just Lord Abortion.
I den suggestiva musikvideon till "Her Ghost in the Fog" målar bandet upp en mardrömsliknande berättelse om erotiskt vemod med ”Queen of Snows” i centrum.

## Låtförteckning
1. "At the Gates of Midian" – 2:21
2. "Cthulhu Dawn" – 4:17
3. "Saffron's Curse" – 6:32
4. "Death Magick for Adepts" – 5:53
5. "Lord Abortion" – 6:51
6. "Amor e Morte" – 6:44
7. "Creatures that Kissed in Cold Mirrors" – 3:00
8. "Her Ghost in the Fog" – 6:24
9. "Satanic Mantra" – 0:51
10. "Tearing the Veil from Grace" – 8:13
11. "Tortured Soul Asylum" – 7:46
12. "For Those Who Died" (bonusspår på den japanska utgåvan) – 6:16